# اشتفی مارتین
اشتفی مارتین (انگلیسی: Steffi Martin; ۱۷ سپتامبر ۱۹۶۲ – ۲۱ ژوئن ۲۰۱۷) لژسوار اهل آلمان شرقی بود.
وی در مسابقات کشوری و بین‌المللی در مجموع برندهٔ ۵ مدال طلا، ۲ مدال نقره شده‌است.